# Harry Fisher
Harold A. Fisher, detto Harry (New York, 6 febbraio 1882 – New York, 29 dicembre 1967), è stato un cestista, giocatore di baseball, allenatore di pallacanestro e allenatore di football americano statunitense.
È membro del Naismith Memorial Basketball Hall of Fame dal 1974 in qualità di contributore.